# 寶貝房
寶貝房，明清時代宦官淨身，將睪丸裝置在小紅絨布袋內名寶貝袋，以細索懸吊掛在紫禁城一陰乾房室樑上，太監吊最高離地最遠，依序是中監、少監，甫入宮者寶貝袋最接近地面，房內懸袋高高低低，依升降官職時常調整，今址不可考也(清朝宦官宿舍集中在今北京後海酒吧街，推測寶貝房近此)。宦官死後，「寶貝」會放回宦官身體原來位置下葬。